# Vange
Vange – wieś w Anglii, w hrabstwie Essex, w dystrykcie Basildon. Leży 21 km na południe od miasta Chelmsford i 42 km na wschód od Londynu.
W latach 1870–72 wieś liczyła 160 mieszkańców.